# Enzo Calderari
Enzo Calderari (ur. 18 kwietnia 1952 roku w Biel/Bienne) – szwajcarski kierowca wyścigowy.

## Kariera
Calderari rozpoczął karierę w wyścigach samochodowych w 1980 roku od startów w World Challenge for Endurance Drivers. Z dorobkiem dwunastu punktów uplasował się tam na 135 pozycji w klasyfikacji generalnej. W późniejszych latach Szwajcar pojawiał się także w stawce European Touring Car Championship, German Racing Championship, FIA World Endurance Championship, World Touring Car Championship, World Sports-Prototype Championship, Niemieckiego Trofeum Porsche Carrera, Niemieckiego Pucharu Porsche Carrera, 24-godzinnego wyścigu Le Mans, Porsche Supercup, Global GT Championship, French GT Championship, FIA GT Championship, European Endurance Championship, International Sports Racing Series, Sports Racing World Cup, Grand American Rolex Series, American Le Mans Series, FIA Sportscar Championship, FIA GT3 European Championship oraz Italian Touring Endurance Championship.